# Lluciferisme

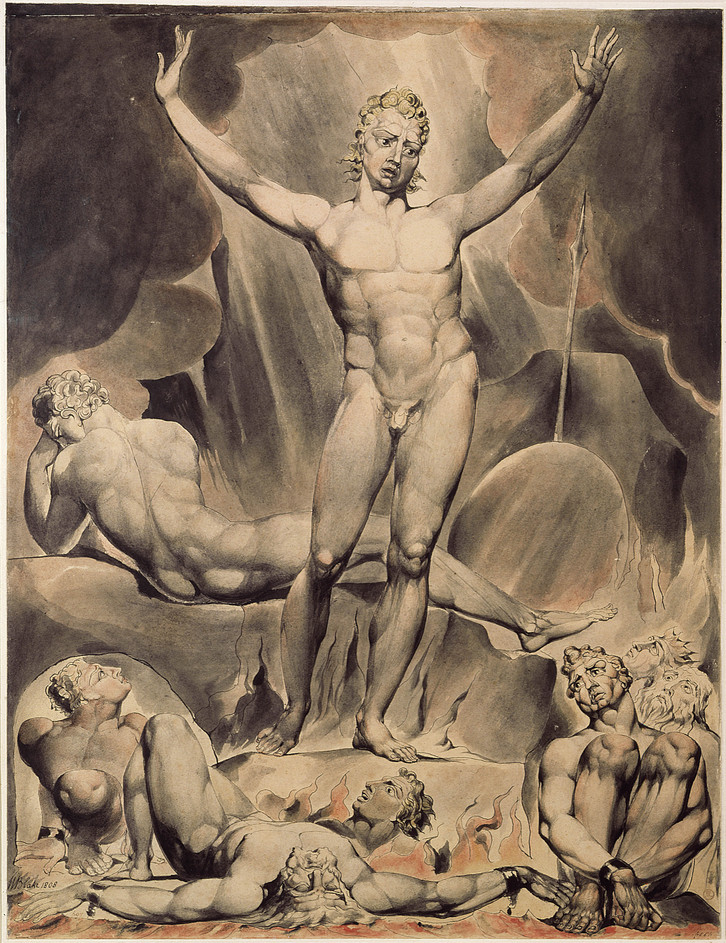
Il·lustració de William Blake representant al Llucifer de John Milton a Paradise Lost

El lluciferisme és una doctrina esotèrica i gnòstica, filosòfica en el cas de les ordres secretes i en alguns casos, religiosa com en algunes religions minoritàries de l'actualitat, que gira entorn de la figura del déu pagà Llucifer, que al seu torn és considerat com l'ésser portador de la llum de l'intel·lecte. El lluciferisme, en general renega del satanisme i assegura que Llucifer i Satán no són la mateixa entitat, no obstant això algunes organitzacions satàniques es consideren a si mateixes lluciferines.

## Orígens
El lluciferisme gnòstic va ser una doctrina primitiva del lluciferisme i/o del gnosticisme cristià que promulgava que Jesús era fill de Llucifer, mentre que el Demiürg, el déu del mal i creador de l'Univers material segons la tradició gnòstica, era el veritable Déu dels jueus. Ja l'ocultista i maçó Eliphas Levi esmenta a Llucifer a Dogma i ritual d'Alta Màgia. El terme llatí Llucifer, sovint traduït de l'hebreu helel (estel) de la Bíblia hebrea a Isaïes 14.12-14 ha estat utilitzat per a referir-se a diferents personatges com Prometeu i fins i tot Jesús. La paraula en llatí significa portador de la llum.
BBC טענה כי 5.5 מיליון אנגלים הם שטניסטים ו-40,000 בטורינו

## Creences generals

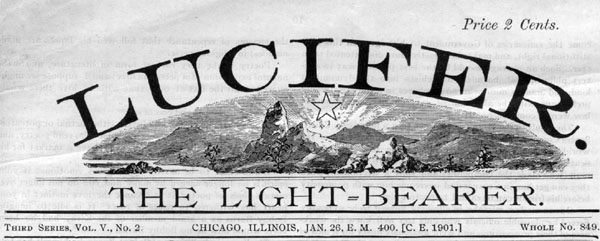
Lucifer the Lightbearer va ser una revista individualista estatunidenca

A vegades associat erròniament amb el satanisme a causa de la interpretació cristiana de l'àngel caigut, el lluciferianisme és un sistema de creences diferent i no respecta la figura del diable ni la majoria de les característiques que normalment se li atribueixen a Satanàs. Llucifer, en aquest context, és vist com una de les moltes estrelles del matí, un símbol d'il·luminació, independència i progressió humana, i s'usa indistintament amb figures similars d'una gamma de creences antigues, com el tità grec Prometeu o la figura talmúdica jueva Lilith.
Per als lluciferins, la il·luminació és l'objectiu final. Els principis lluciferins bàsics ressalten la veritat i la llibertat de voluntat, adorant en ser intern i al potencial màxim d'un mateix. El dogma tradicional és rebutjat com una base per a la moralitat sobre la base que els humans no haurien de necessitar deïtats o por al càstig etern per a distingir el bé del mal i fer el bé. Totes les idees han de provar-se abans de ser acceptades, i fins i tot llavors un ha de romandre escèptic perquè el coneixement i la comprensió són fluids. Independentment de si es concep a Llucifer com una deïtat o com un simple arquetip, és una representació de l'últim coneixement i exploració: el salvador de la humanitat i un campió per al creixement personal continu.
Alguns lluciferins creuen en Llucifer com una deïtat real, no per a ser adorat com el Déu judeocristià, sinó per a ser venerat i seguit com a mestre i amic, com a salvador o esperit guia, o fins i tot com l'únic déu veritable en oposició al tradicional creador en el judaisme. Els Lluciferins teistes són seguidors del Camí de la Mà Esquerra i poden adherir-se a diferents dogmes que se centren principalment en la màgia cerimonial, les interpretacions ocultistes i literals d'històries i les figures espirituals.

## Religions lluciferines

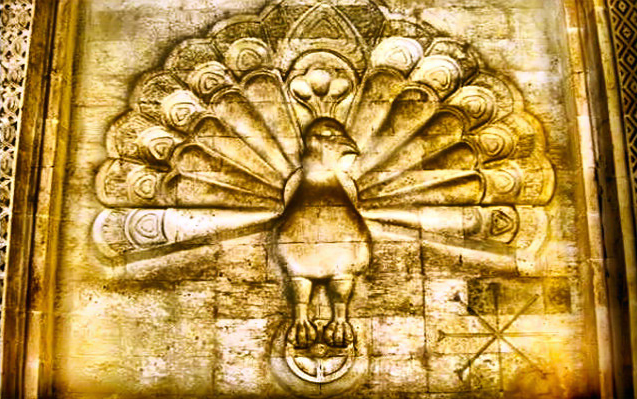
Melek Taus

### Yazidisme
És la religió nacional de la zona del Kurdistan. Encara que la majoria dels kurds són musulmans molts continuen practicant la seva religió tradicional, el yazidisme o yezidisme. El culte yezidi encara que monoteista, també és angèlic i rendeix culte a l'Àngel Paó, Melek Taus, identificat amb Llucifer. Els yazides creuen que Melek Taus es va rebel·lar contra Déu per a donar coneixement a l'Home però va ser perdonat i restaurat com a cap dels exèrcits celestials.

### Thelema
La Thelema és l'escola de lliure pensament fundada per l'escriptor britànic Aleister Crowley, basada en el mite de la mort i renaixement del déu egipci Osiris, identificat pels lluciferins com la versió egípcia de Llucifer. Es tracta d'una filosofia de vida basada en les màximes, "Fes la teva voluntat, serà tota la Llei," i "Amor és la Llei, Amor sota voluntat és la Llei". L'ideal de "Fes la teva Voluntat" i la seva associació amb la paraula Thelema té el seu antecedent en François Rabelais, però va ser més desenvolupada i popularitzada per Aleister Crowley, qui va fundar una escola anomenada Thelema basada en aquest ideal. La paraula mateixa és la transliteració a l'anglès del substantiu en grec Koine θέλημα: "voluntat", del verb θέλω: voler, desitjar, propòsit. Crowley va identificar en algun moment a Aiwass, l'esperit que li va dictar l'escriptura de l'El Llibre de la Llei amb Llucifer, si bé va aclarir que no creia en l'existència literal d'aquest.

## Societats

### Maçoneria
La maçoneria, societat fundada en 1717, és laica per la qual cosa no existeix cap déu maçònic ni es venera a cap deïtat (ni a Osiris, ni a cap "Déu solar", ni a Baal, ni a Bafomet, ni a Satán, etc). Tot i així, Léo Taxil, autor anti-maçònic va inventar la llegenda negra segons la qual la maçoneria és luciferina. En 1897 el propi Léo Taxil va acceptar públicament que havia mentit en les seves publicacions relacionant a la maçoneria amb el lluciferisme i el satanisme.
Com a moviment no teista, en la maçoneria es fa referència al 'Gran Arquitecte de l'Univers' o GADU de manera totalment anti-dogmàtica, el GADU funciona més com una fórmula que cada membre pot interpretar de manera lliure.

### Teosofia

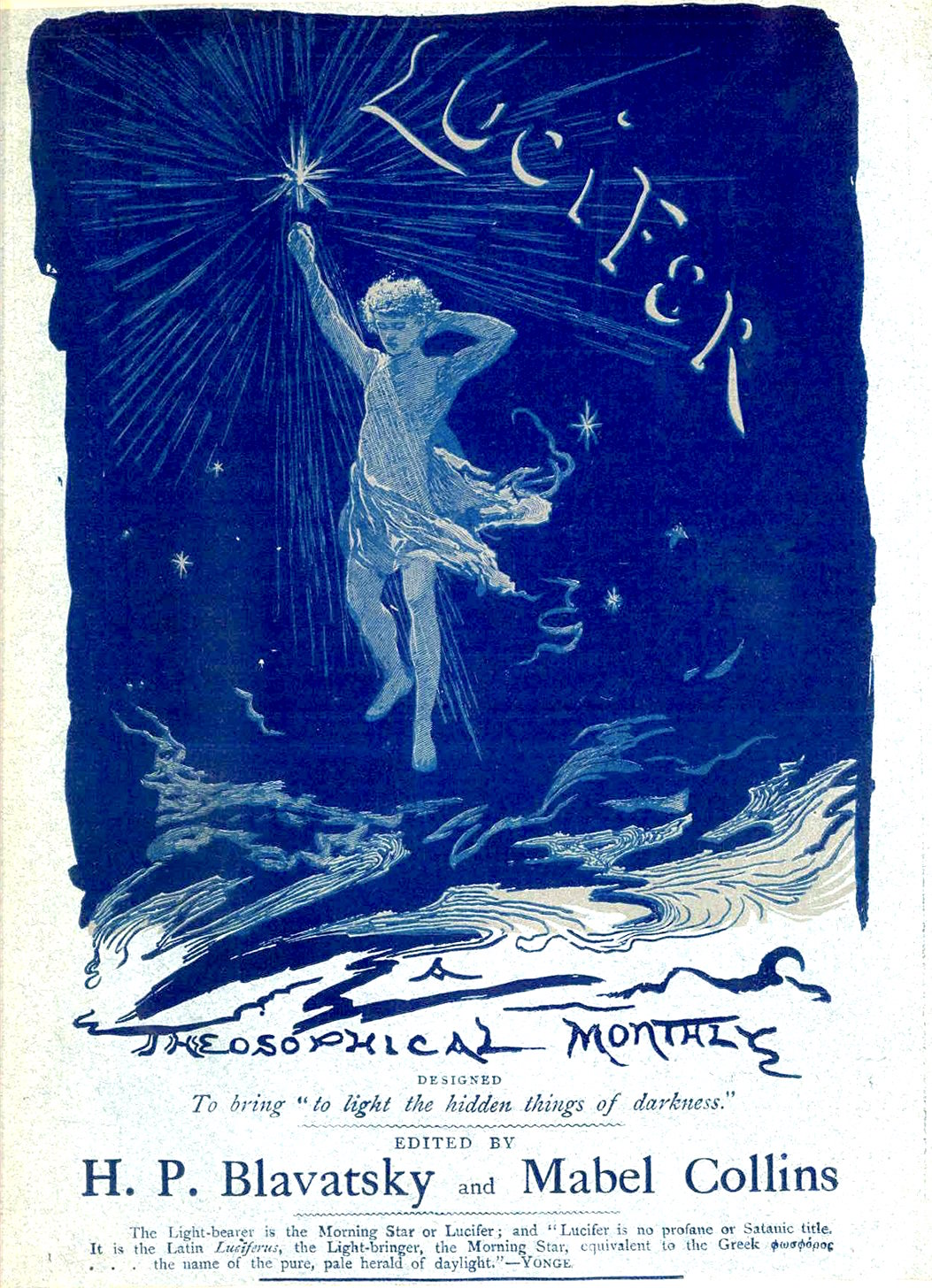
Portada de la revista Llucifer de la Societat Teosófica

La Teosofia considera que Llucifer, a qui anomenen Metatrón, representa la llum de la raó, i que no és el mateix que Satan. La revista oficial de la Societat Teosófica porta per nom Llucifer. Per als seus promotors, la teosofia és el desenvolupament de la filosofia i de la ciència, per mitjà de diverses corrents humanistes, i cerca el que hi hagi en elles de saviesa. El moviment teosòfic modern va ser impulsat per Helena Blavatsky (1831-1891) qui, juntament amb Henry Steel Olcott (1832-1907) i William Quan Judge (1851-1896), van fundar la Societat Teosófica a la ciutat de Nova York el 1875.

## Lluciferisme vs. satanisme
Si bé els lluciferins no es consideren satanistes –molts rebutgen el terme emfàticament– alguns satanistes sí que es consideren lluciferins. Diverses organitzacions satàniques addueixen ser lluciferines.

## Organitzacions lluciferines

Símbol de la Fraternitas Saturni

### Fraternitas Saturni
Stephen Flowers, en el seu llibre sobre l'ordre màgica alemanya Fraternitas Saturni (FS) diu que "la FS és (o va ser) l'organització més descaradament lluciferina en el renaixement modern d'Occident".

### Ordre de l'Estrel de l'Alba
L'Ordre de l'Estrel de l'Alba (Order of the Morning Star) va ser fundada per l'astròloga britànica Madeline Montalban en 1956 com una manera de promoure el seu particular sistema de lluciferisme.

### Església Neolluciferina
L'Església Neolluciferina és una organització gnòstica i lluciferina amb arrels en l'esoterisme occidental, el vodú, el lluciferisme, la Thelema i la màgia.

### Església Major de Llucifer
En 2014 es funda una organització mundial per a lluciferins de Houston, Texas, coneguda com l'Església Major de Llucifer (EML) sota el lideratge de Jacob No, Michael W. Ford i Jeremy Crow, fundador de la Luciferian Research Society. Al gener de 2015, els fundadors van presentar documents al Jutjat del Comtat d'Austin per a fer negocis sota el nom d'EML. Jacob No descriu l'EML com una organització que "segueix una filosofia i és una religió no dogmàtica". L'EML s'enfoca més en els ensenyaments basats en el món pràctic. La progressió familiar i personal es troben entre els seus principis clau.

### Lluciferisme primordial
El llibre Lucifer Beast Dragon 666, anteriorment conegut com a Lucifer, la historia de la divina creación, l'autor o l'autora del qual utilitza diferents pseudònims, és la base del lluciferisme primordial, que es va crear a Ciutat de Mèxic en 2014. Aquest petit grup també ha creat música clàssica i altres gèneres musicals, a més de nus artístics i altres formes d'art. El lluciferisme primordial al·lega, d'acord amb el llibre, que Déu i Llucifer no estan barallats, si no que són els oposats del mateix, com ho seria el Yin i el Yang, i que tots dos han de coexistir en harmonia en la naturalesa.